# 美術商

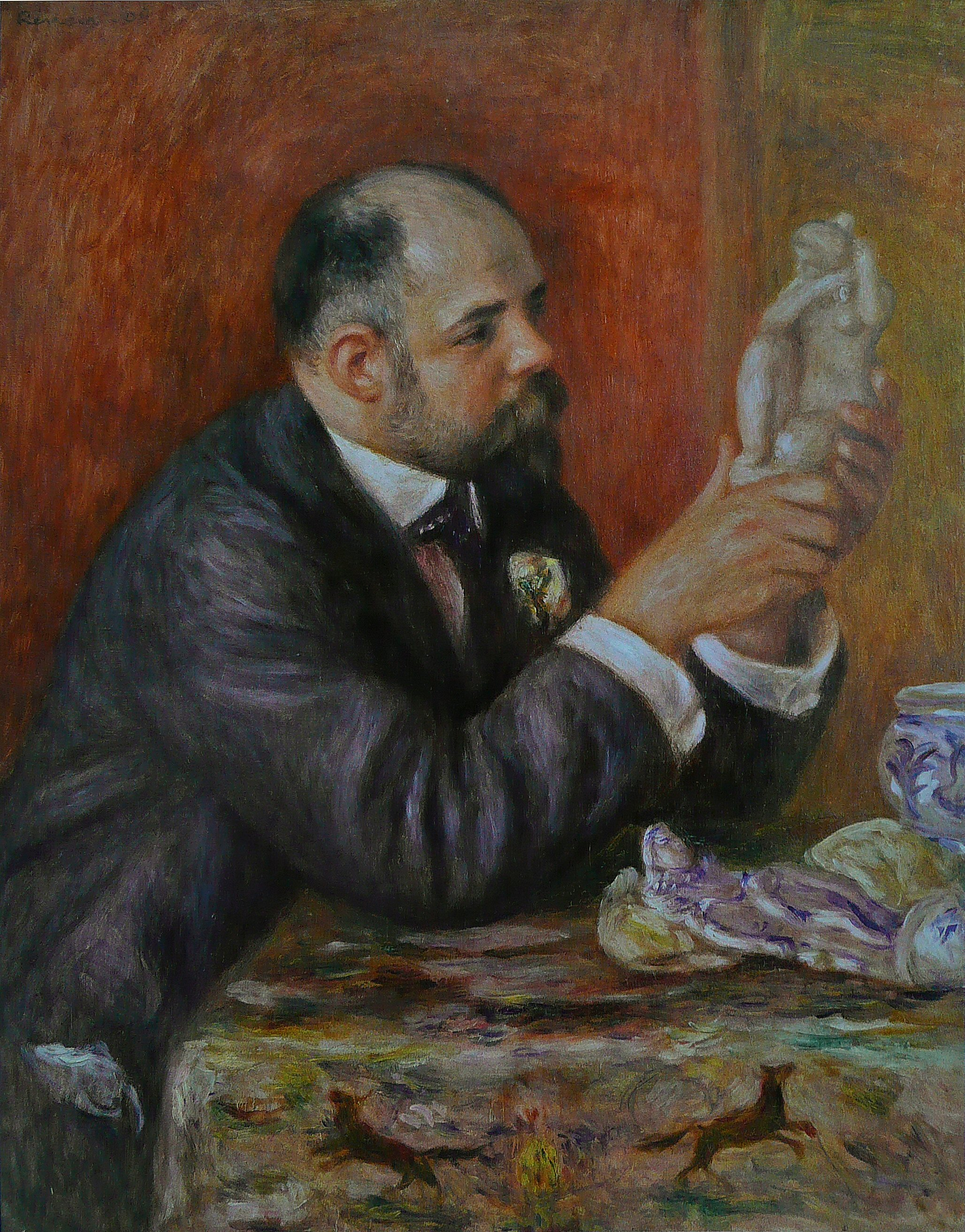
画商アンブロワーズ・ヴォラールの肖像、ピエール＝オーギュスト・ルノワール

美術商（びじゅつしょう）、またはアートディーラー（Art Dealer）とは、美術家から美術品を仕入れ、それをコレクターなどの顧客に販売する業者である。また、他の業者やコレクター、オークションなどから美術品を買い取って、さらに他業者への転売も行う者もある。規模は百貨店の美術部や商社系ギャラリーなど大きなものから、先祖代々続く古美術商、美術愛好家やビルオーナーなど個人が営業するギャラリーまで、大小さまざまである。
絵画を扱う美術商は画商ともいう。また、美術商が自前の作品展示・販売スペース（ギャラリー）を持っている場合は画廊やギャラリー、あるいはギャラリスト（Gallerist）などと呼ばれることもある（かつて日本では、自前の店を持つ美術商のことを、画廊を持たない美術商である「旗師」に対し、「箱師」という俗称で呼んだ）。ギャラリスト（画廊主）は、自前のスペースを持ち、自ら見出した契約作家を育成しギャラリーで最高の状態で展示するというリスクを抱えながら、美術家をプロモートし美術家と共に歩んで美術を育成する存在であり、単に作品を安く買い高く転売することを目的とするブローカーやディーラーとは区別すべき存在である。ギャラリストは、いい美術品を求める顧客と美術品を売りたい作家を仲立ちし、結果、社会と美術界をともに発展させる仕事といえる。
それぞれの美術商には分野や時代、地域などの専門分野があり、たとえば古美術を扱う美術商や、現存作家や物故作家など比較的最近の作品を扱う美術商などがいる。茶道具と現代美術といった異なる分野を同時に扱う美術商はめったにいない。質や専門性、信頼性を保つためには、画廊としての専門分野や取り扱い作家や見識を決め、それに沿った企画展示をすることで顧客に訴えることも重要である。
美術商は、価値を見抜くために、すぐれた美術を数多く見て「見る眼」を鍛えておくこと、また、見る眼と資金を持つ顧客といった良質の販売ルートを抑えることが望ましい。

## 作品の入手

### 古美術商・物故作家
古美術商の場合、古美術品を仕入れる機会は蒐集家などの所有者からの売却依頼、同業者からの買入、交換会、オークションなどがある。作者の明らかな美術品で比較的最近に亡くなった物故作家の作品を扱う画商・美術商はこれらに加えて鑑定、買取、転売といった方法もある。所有する伝来品を手放すコレクターや名家は、それまでの美術品購入の来歴から信頼を寄せる美術商に売却依頼をする。個人との取引では、真贋や価値を鑑定し値をつけて買取る、または委託品として預かり売却できた場合代金から手数料を受け取り利益を得る。また、鑑定自体に手数料を提示する鑑定家に近い美術商もいる。このような顧客と継続的な関係を持たず、他の入手先にも明るくない状況から、極端な場合は旧家の解体現場に居合わせて蔵から出てきたものをより分けたり、没落した家から二束三文で買い取ったりする場合や、逆に解体される旧家と結託し蔵から出てきたように装い古美術商の手持ちの商品を売る埋め込みと呼ばれる販売手法すらある。偽造や贋作作成、盗掘や盗難は古美術入手の手段としては論外であるが、発覚しスキャンダルとなる例が後を絶たない。
古美術品を手に入れる場合、美術品が本物かどうか、どの程度で売れるのかを鑑定することは死活的に重要である。このため、美術商には作品の細部や良し悪しを判断する「眼」、美術品や美術史の知識、茶道ほか当該分野の美意識、美術市場の価格動向、美術品の過去の所有者の来歴や美術品を持ち込んだ者の人物に対する調査や判断（盗品や担保品を売りさばく人物もいる）が必要である。特に、本物を見抜く眼や良い作品を選ぶ感覚を養うため、良い作品や本物をいかに多く見るかが重要だ、といったことが美術関係者の間では言われる。ある人物が作品を一見しただけでほれ込むような場合でも、その背後にはそれまで彼が体験した多くの作品鑑賞やそこから培った彼なりの美意識がある。そのため美術商は、多くの実物の作品に触れる経験を持つために他の美術商のもとで働いてから独立することが多い。
また、数百年前の古美術といえども21世紀の今も評価は定まっておらず、たとえば19世紀になって再発見されたヨハネス・フェルメール、20世紀になって再発見されたジョルジュ・ド・ラ・トゥール、1970年に辻惟雄の『奇想の系譜』が出版されて俄然再評価された伊藤若冲や長沢芦雪、曾我蕭白などの例もあるため、未知の作家の発掘なども、目利きとしての美術商の重要な役割である。

### ギャラリスト・現存作家
現存の作家を扱う美術商の場合、美術家と美術商との関係は専属契約が多い。美術商は数ある美術家の中から作品を販売したい作家や画廊の傾向・方針と合う作家を選び、その作家と契約や、口約束を交わす。美術家は制作した作品を、契約した美術商（複数いる場合もある）に独占的に販売（または委託）する。
美術商（ギャラリスト）は、美術家のマネジャーのような存在である。ギャラリストは美術家を育成・指導し、彼ら彼女らがより大きな発表機会に恵まれるよう美術館やキュレーターに紹介して回り、また作品を購入してくれそうな顧客を回り、売上げや制作に必要な資金を美術家に支払う。
ギャラリストとの契約のきっかけは、
- 個展・グループ展や公募展、あるいは美術大学の卒業展などでの出展作を見て作家に接触する場合
- 美術家の方から画廊に持ち込む場合
- すでに契約している作家から別の作家（友人や教え子、注目している作家など）を紹介される場合

などがある。ここでも、美術史や制作方法の知識や美術界の動向のほか、未知数の作家や作品から人や素質を見抜く力や直感が必要であり、そのためには多くの良質の作品に触れる体験が必要とされる。
ギャラリストには美術家の制作した作品の良し悪しを判断したり制作の方向付けや指導をするなど、作家育成の役割もある。この原動力になるのは作家が大きく育つ喜びでもあるし、大きく育った作家の作品が高く売れることへの期待でもある。一方、売れる作品作りや流行している思想・傾向にあわせるような指導が行われることもあるため、作りたいものを作ろうとする作家と売れるものを作らせたいギャラリストが対立することもある。
また、ギャラリストは何人か抱えた美術家を一斉に売り出し、結果的に美術運動を仕掛けたり、一国の美術を世界にアピールすることもある。先駆的な例では、印象派などの作家の紹介に力を入れた19世紀後半のパリの画商ポール・デュラン＝リュエルや19世紀末のアンブロワーズ・ヴォラールは、売れていないが芸術的に重要な傾向の絵画を買い取り、売れるように尽力した画商である。20世紀前半にパリに居たドイツ人画商、ヘンリー・カーンワイラーはモンパルナスに集まった世界各国からの画家達を扱い、キュビスムやエコール・ド・パリの画家達を有名にした。1950年代後半にニューヨークに画廊を開いたレオ・キャステリは当時流行していた抽象表現主義とは違う具象的なイメージを流用した画家に注目して契約し、後にポップアートと呼ばれる運動を後押しして美術界での大きな影響力を得た。
ギャラリストは自分と契約している美術家の資料を作成し、美術館やキュレーターに紹介して美術家が大規模な国際的展覧会など大きな発表の機会を得られるよう奔走するほか、自らの画廊で展覧会も開催する。まず買い取ったり委託を受けたりした作品を運送・輸出入・通関する手配を行い、展覧会や作家のプレスリリースを作成して美術関連誌やマスコミに広報を行い、ギャラリーに作品の展示やインスタレーションをして販売価格を決定した上で展覧会を開く。そして美術評論家や観客から批評を受け、作品を観客、あるいは美術館やコレクターなどの得意先に販売して、一連の展覧会は完了する。この販売価格からギャラリストは5割の手数料を取るが（ギャラリストの努力なしに売れる有名作家の場合この手数料は下がる）、こうして新作を売ることを一次流通（プライマリー・マーケット）という。手数料の多い少ないはトラブルの元となることもあるが、ギャラリストはその眼に対する顧客からの信頼やブランド、宣伝の方法や独自の顧客のルートを持っているため、優秀なギャラリストなしでは美術家も十分に作品を売ることはできない。しかしながら美術家自身もブランドとなってきた場合や、美術家の成長とギャラリーやギャラリストの成長が見合わない場合、それまでのギャラリスト美術家を切ることはある。
美術商は作品を契約する美術家から買い上げたり、他の美術商から購入したりする過程で、それ自体が美術品コレクターになる場合がある。欧米ではこうした美術商が年老いてその営業を終えるとき、そのコレクションをまとめて美術館などに寄付することが美風とされる。たとえば、20世紀前半のフランスで印象派からエコール・ド・パリに至る名作を蒐集した画商・コレクターのポール・ギヨームはその一人で、オランジュリー美術館は彼のコレクションが大きな位置を占めている。

### 美術ブローカー
美術の振興や新しい作家育成といった目的にはあまり縁がなく、むしろコレクターやオークションへの転売によって利益を手にすることのみを目的とする美術商をブローカーと呼ぶ。現に1980年代後半の日本のバブル経済時に暗躍したのも多くはこのブローカータイプの美術商である。悪質なブローカーの中には、美術品の価格形成の不明確さを悪用し、美術品を買った時の数十倍の額で売買して企業や政治家の美術品取得や処分を手伝い、利殖・裏金作り・脱税に手を貸した者すらいた。バブル期に彼らは美術品を担保に更に融資を受けて取引を増やしていったが、バブル崩壊に伴う美術市場の急激な収縮に伴い、所有する美術品の時価が担保価格を下回ったため、いくらかのブローカーや銀行の多くが不良債権や売るに売れない美術品（塩漬け美術品）を抱えることになった。

### オークション会社

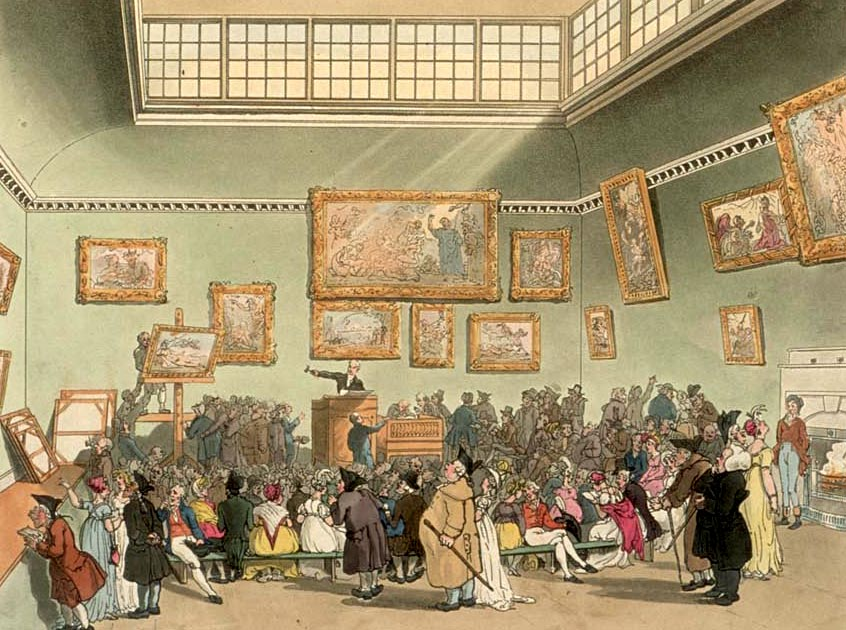
19世紀初頭のクリスティーズでのオークション

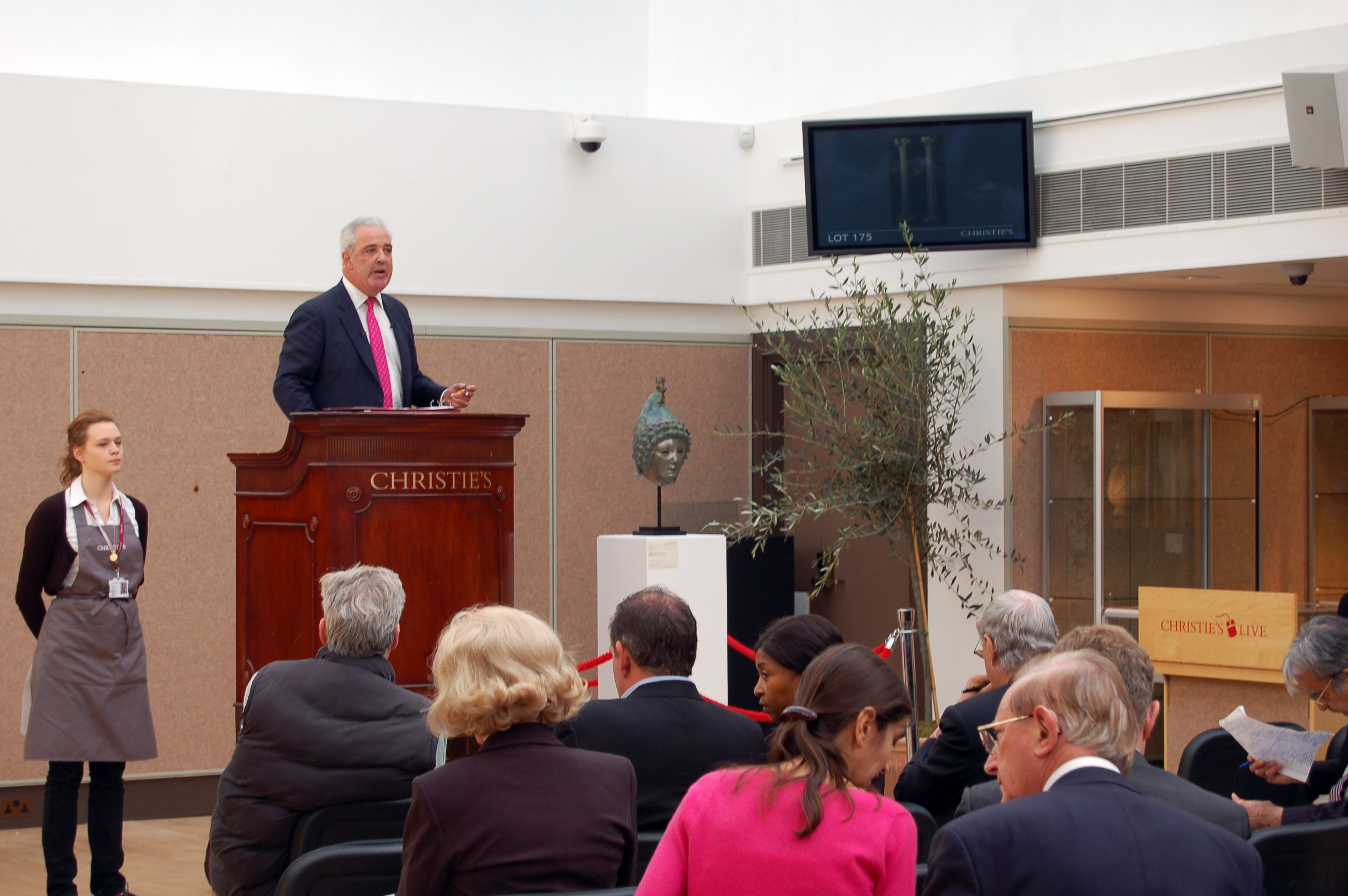
現代のクリスティーズでのオークション

1ヶ月前に制作したばかりの現存作家の作品であれ、物故作家や古美術であれ、一度作家から人の手に渡った物をもう一度流通させることを二次流通（セカンダリー・マーケット）という。
美術商が個別の顧客から買い取って他へ販売することもあるが、大きな役割を果たすのが公開の場で値段が決まる透明性の高い売買であるオークションである。オークション会社は美術品を売りたい人から持込みを受け、専門家による鑑定委員会などで真贋や価格の鑑定を行った後、落札予想価格を決め、定期的に開くオークションに出品する。オークション前には専門家による詳しい解説つきのカタログが作成され、参加者はこれを見て落札に参加するかを決める。オークションにより落札された場合、オークション会社は出品者と落札者の双方から手数料を受け取る仕組みである。
有名なオークション会社にはクリスティーズやサザビーズといったものがあり、これらの会社は落札率の高さや全世界の富裕層の顧客を抱えているのが強みである。またこれらの会社の制作するカタログは美術市場や美術研究の一級の資料でもある。オークション会社は美術品に限らずあらゆる古道具や記念物を扱い、また大小の会社があるため普通の庶民でも参加できる規模のオークションもある。
2000年代後半に入り、ジャン・フィリップ・レイノーやダミアン・ハーストらが美術商を通さずオークションで作品を直売したことなどの影響で、一次流通の段階からオークションに出品する作家も増えている。

### アートフェア

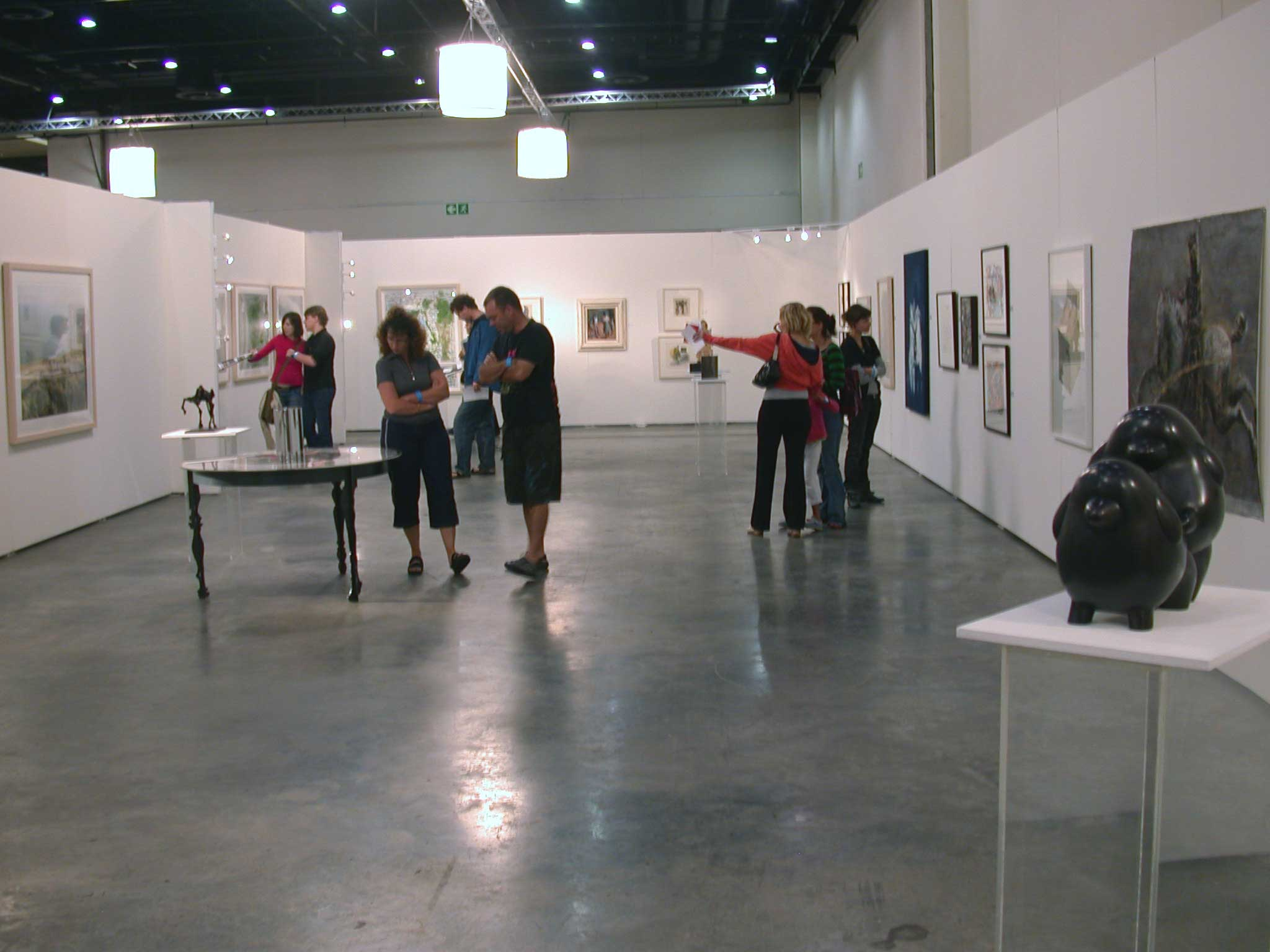
アートフェアの画廊ブースの風景（ヨハネスブルクのアートフェア）

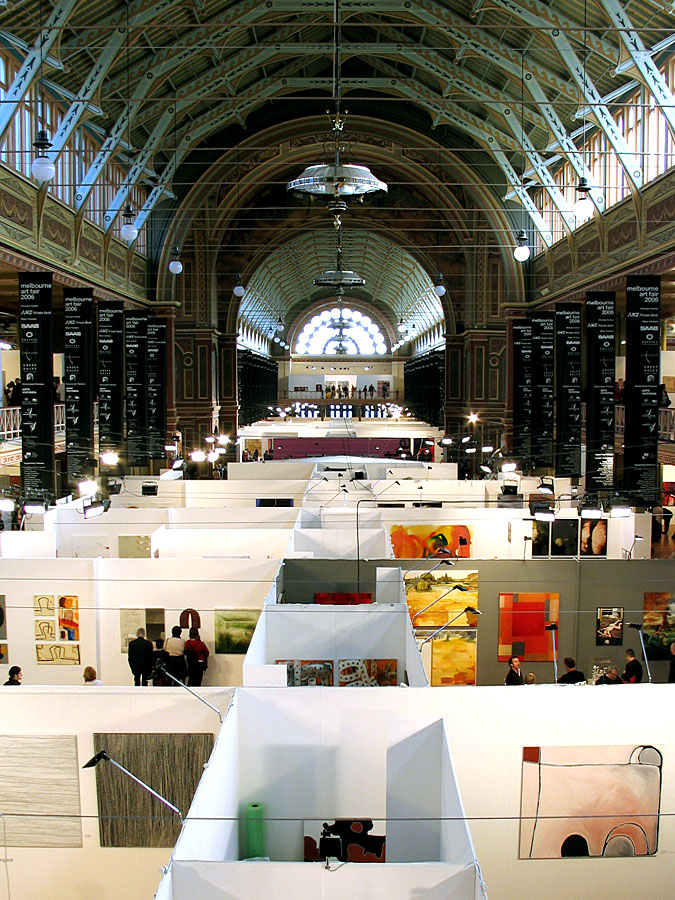
メルボルンのアートフェア

美術商が各地から一つの会場に集まって自分たちの扱う作品をブースに展示し、観客が一度に多くの作品を見て直接購入できる機会が美術の見本市、アートフェアである。これは美術作家の最新作発表の場であるほか、顧客同士や美術商同士による美術界動向の情報交換の場、美術商同士の売買の場にもなっている。こうしたものでは、1970年に始まったスイスのバーゼルのアートフェア（「アート・バーゼル」）は規模や来場客が巨大で世界的にも名高く、展覧会やシンポジウム、優良顧客パーティなどの関連企画を開催するほか、バーゼルの街中で同時期にアートイベントが行われる。各国の美術館や富裕なコレクターがプライベートジェットで乗り付けてここで作品を購入するほか、裕福でない老若男女も気軽に来場し美術品を購買する。アートバーゼルはマイアミや香港でも開催されるようになったほか、ロンドン、パリ、ケルン、ボローニャ、ソウルや北京など欧州やアジアの都市が独自のアートフェア開催を通じて自国美術市場の育成と自国美術のアピールをするのに熱心である。日本では、2005年より毎年4月にアートフェア東京が開催されている。近年ではアートフェアの数が増えすぎたため、展示の質が下がり、ギャラリーや美術館への価値判断の回帰が叫ばれている。

### 交換会
美術商同士が集まり美術品を持ち寄り、競りにかけて売買する「交換会」がある。これは魚市場や青果市場など同業者同士の市場に相当する。美術商は協同組合（日本洋画商協同組合ほか、各地に扱う美術品の分野ごとの組合がある）を組み、そのメンバーに承認された者は出資金を出し、さらに交換会での売買の連帯保証人とならなければならない。
しかし、交換会の意義は美術商に対する金融機能があることにある。売買が成立した場合、売れた美術商には即座に代金が支払われるが、買った美術商は数ヶ月先まで支払を延ばすことができる。この間の建替えは会員の出資金で行われている。これはおそらく日本独自の形態であり、オークションとは異なり公開の場で値段が決まるわけではないため時に閉鎖性が指摘されるが、経営体質が不安定で銀行の融資が受けられない美術商がかつて相互に助け合うことを目的に成立させたものである。

### 営業形態
美術商のほとんどは、オーナーの美術品に対する判断や嗜好、また顧客（ほとんどが個人である）に対するオーナーの個性という要素が大きくなるため、個人営業であることがほとんどである。規模を大きくして株式会社などに発展しても、基本はオーナーの個性の色彩が濃い。もっとも日本の場合、版画を大量に販売する会社（絵画商法など悪徳商法と関連する会社もあり、ネットでは「エウリアン」などと俗称される）や、百貨店の美術部、商社系のギャラリーなど、例外も存在する。
規模は、資本金・従業員・売上高ともに小規模な業者が多く、オーナー一人の場合も多い。この少ない人数で、作家との交渉、営業販売、展示作業、運送、経理、美術の調査などの業務を行っている。また自社不動産を持つ業者は少なく、大半が店舗やビルの一室を賃貸している。美術にかかわる仕事をしたいという若い人は多数いるが、これら小規模な業界は求人が少なく、働く機会を得るものは少ない。ただし運良くギャラリーにアルバイトや社員として入ったことをきっかけに自分のギャラリーを持つに至った若いギャラリストもいる。

### 古物営業
一次流通に関しては何の免許や許可も要らないが、一旦人手に渡った物を再度販売する二次流通を手がける場合には、日本では都道府県の公安委員会から古物商の許可を受けなければならない。（この許可は、美術品だけでなく古本・中古CD・中古車・古道具なども取り扱える物である。）

## 美術商の歴史

### 日本
日本での美術商の起源は江戸時代に遡る。茶道具や書画骨董の知識に秀でたものが大名などに誘われ専属の美術商となったほか、書画を扱う書画屋、浮世絵を扱う浮世絵屋、その他武具や古道具を扱う道具屋などと呼ばれる者が江戸や上方その他大都市などで営業していた。
こうした道具屋には明治に入り、廃仏毀釈や廃藩置県で疲弊した寺院や大名家から流出した美術品を買い集めジャポニスムに沸く欧米へ輸出し、にわかに巨万の富を得た者もいた。こうした美術品輸出を見て、美術品の制作と輸出を外貨獲得や一等文明国家のイメージ作りに生かそうとするグループがあった。画家・彫刻家をはじめ、佐野常民や大蔵省・内務省などの官僚、輸出美術商が集まり1878年に結成された美術団体「龍池会」である。
佐野は機関誌で、美術の奨励者（役人）・制作者（美術家）・販売者（美術商）・嗜好者（コレクターや観客）の4つが美術振興に肝要と説き、龍池会に美術商を入れた。後に宮内省や皇族の力も得て「日本美術協会」と改称される頃には多くの美術商・道具屋がメンバーに加わり同時代美術や古美術の販売を行った。ここから日本最古の美術商組織、「東京美術倶楽部」が1907年に誕生したと考えられるが、その詳しい経緯は不明である。震災・戦災による資料の喪失や、戦後になって日本美術協会が皇族の力の喪失とともに弱体化したこと、龍池会に対抗してアーネスト・フェノロサや文部省官僚らが主導して革新派の美術家を集め発足した美術団体「鑑画会」が後に日本美術の主流になったことから龍池会側の関係者が忘却されたためと見られる。
明治後期、画家に制作依頼を行い、それを陳列する新画商が生まれる。東京美術倶楽部の『美術商の百年史』によれば、表具店が商売の片手間に販売したのが新画商の始まりとされる。そのほか、紙商、質商なども新画の取り扱いを行った。
日本の美術商は数も増え勢力を増し、大正、昭和初期という激変の時代、時代についていけず没落した旧公家や旧大名家が放出する美術品・工芸品の大入札で札元を務め巨額の手数料を手に入れたほか、新興財閥や華族から商人までさまざまな人々に出入りし美術品を売っていった。この時期、風呂敷に美術品を入れて金持ちの間を行商して回った「風呂敷画商」という人々がいた。風呂敷画商は、作家の作品を直接買い上げてから行商するため、当時増えつつあった自前の店（画廊）を持つ美術商に比べリスクが大きく、より優れた目利きと財力とを要するために、当時の美術界でより強い立場にあった。
また百貨店も、呉服の意匠製作などを通じて関係のあった美術家たちやその団体に発表の場を提供して、美術館のなかった時代に作品発表の場として機能した。百貨店やその顧客にとって、こうした団体や美術家の作品は、贋作の恐れのある古美術とは違い存命作家の作品であるため、安心して取引・購入できることも大きな利点であった。百貨店の美術部は現在に至るまで美術家とのつながりを維持し、また自社に多くのコレクションを抱えている。
今日、日本画や洋画など画壇の確立した分野では先輩作家の紹介などによりこうした美術商を通じた販売が比較的ある反面、現代美術の場合は美術商が未発達なため、美術家は貸し画廊で発表し自分のつてで売ったり、作品販売でなく他の職業で生活することが多い。もっとも1990年代以降、現代美術でもギャラリスト的な「企画画廊」が増え、若手作家を積極的に海外のアートフェアに出展している。またバブル後の不況を経て、古美術・日本画・洋画・現代美術と立場を超えて協力し美術品のファン、購入者を増やそうという動きもあり、日本でも「アートフェア東京」など、本格的なアートフェアを志向するフェアがいくつか立ち上がっている。
日本では高度成長期末期から石油ショックにかけての1970年代前半と、バブル経済期の1980年代末の二度にわたり熱狂的な絵画ブームが起こった。その結果のスキャンダルと市場崩壊は、日本の美術業界に深い傷を残している。現在日本の美術品輸入はバブル期からは激減したものの額は大きく、特にフランスの美術品の割合が異様に高い。逆に日本からの美術品・工芸品輸出は輸入に比較して少なく、佐野常民ら明治人の夢に反し日本の美術収支は大幅な赤字・発信力不足になっている。

### ヨーロッパ

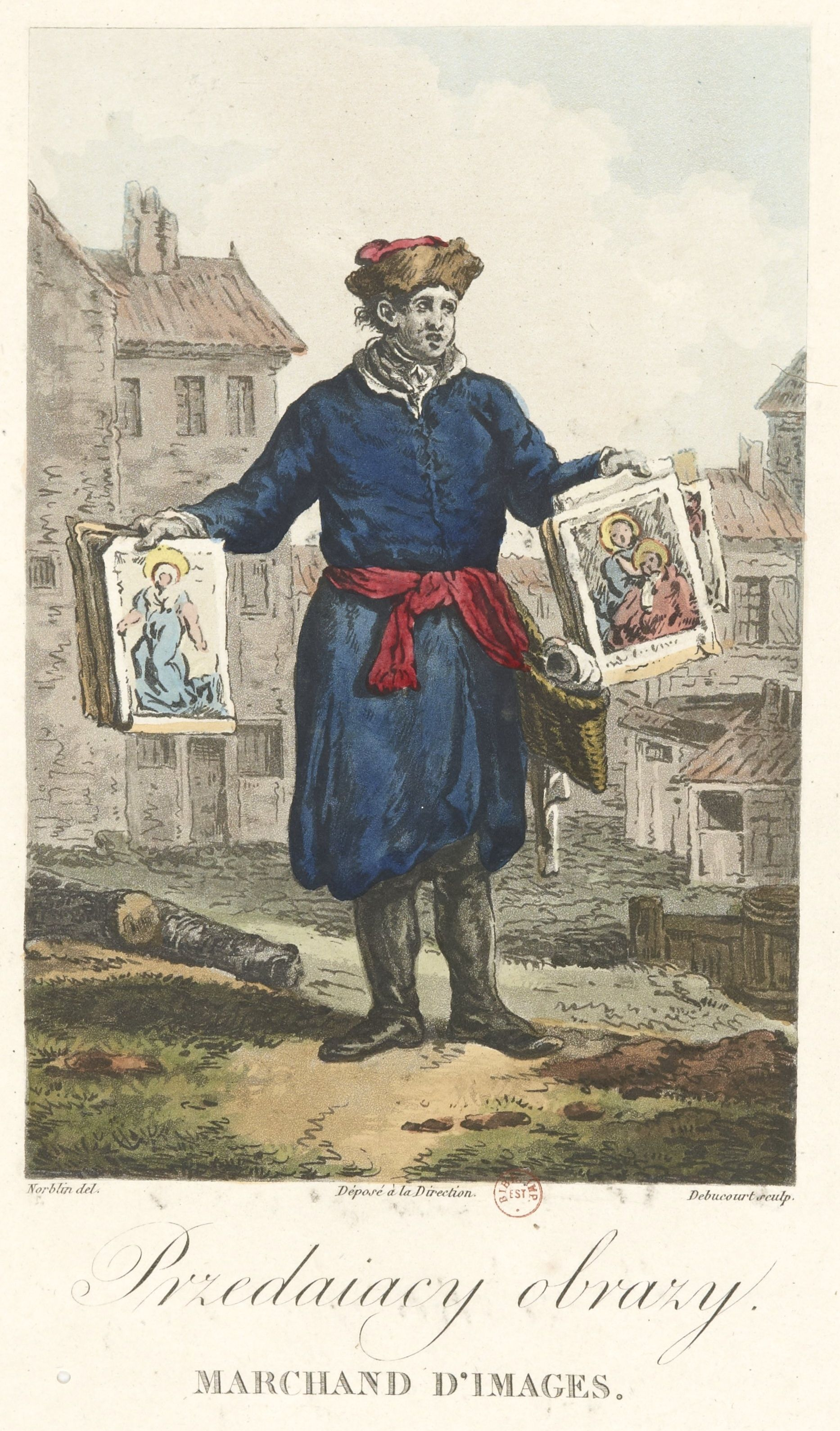
ポーランド・リトアニア共和国の画商（18世紀末にポーランドにいたフランスの画家ジャン＝ピエール・ノルブラン・ド・ラ・グルデーヌの版画

もともとフランスやイタリアなどでは画家とその工房は、貴族・教会・大商人・同業組合など一握りのパトロンに抱えられ、その注文により制作を行っていた。また、宮廷や貴族など大コレクターと関係の深い画家が、売りに出ている名作や今買うべき作品の情報を教え、その売買を仲介したりすることも行われていた。18世紀頃から都市の資本家や商人などが顧客として浮上するにつれ、骨董商や画材商などの中から顧客と画家を取り次ぐ画商が登場している。フランスでの専業画商の登場は1820年代半ばとされる。また早くから小規模な商人階級が発達したオランダでは17世紀半ばにはすでに一般大衆向けに絵を販売する専業の画商が現れていた。オランダでは絵画がステイタスシンボルであり、貧しい家も絵の数枚は持っていたといわれる。こういった画商は洋服商、織物商、画材商、古道具商など隣接する分野の兼業や、あるいは画家だった者が転業したことから始まり、次第に規模と勢力を拡大した。
画商たちと顧客たちはオークションを行い作品を売買することも始め、18世紀頃からは美術品を分類した充実したオークションカタログを発行するようになった。これは王立芸術アカデミーの官展カタログと並び、現在の美術カタログの起源の一つである。またパリの画商エドメ・フランソワ・ジェルサンは18世紀半ばレンブラント・ファン・レインの作品目録を出版しているが、これが画家の全作品を分類した目録である「カタログ・レゾネ」の最初のものである。このように初期の画商が制作した売買用の目録類は、現在では当時の美術研究の貴重な資料である。
フランス国家が芸術を振興し、美術家やコレクターが集まった都市・パリの画商は、長らく欧州の絵画・彫刻の価値や価格を決める重要な役割を担い君臨してきたが、第二次世界大戦後はニューヨークに美術取引と価値判断の中心が移っている。

## 市場規模
一般社団法人アート東京によれば、2019年の世界の美術品市場の推計規模は、約674億ドルであり、日本の美術品市場規模は2580億円と推計され、2016年調査開始以来毎年増加し最大となり、前年の2460億円より4.9％増加した。国内事業者からの購入が2270億円、うち画廊・ギャラリーからの購入が982億円、百貨店からが567億円であった。